# Henry Youll
Henry Youll (també escrit Youell) (fl. 1608) fou un madrigalista i compositor anglès actiu a Suffolk. La seva obra incloïa Canzonets a tres veus (Londres: Imprès per Thomas Este [etc.], 1608). En els darrers temps ha estat publicat per Stainer & Bell (Londres, 1923), i recitals i enregistraments de la música han estat realitzats per grups madrigals de tot el món.
Youll va ser tutor dels quatre fills d'Edward Bacon, que era el tercer fill de Sir Nicholas Bacon. Sembla que aquells quatre fills estaven junts a la Universitat de Cambridge; Recordarà "quina tranquil·litat va ser per a la seva companyia quan els vaig alletar entre vosaltres". Els dedica "Canzonets a tres veus".
Els seus Canzonets tenen encant i individualitat. La seva tria de la lletra (de Sidney, Ben Jonson, Sir John Davies) indica un home amb gust.

## Enregistraments
- The Sydney Society of Recorder Players, "The Merry Month of May" - (Hunt 1227)

## Publicacions
- Stainer & Bell, "Henry Youll: Canzonets to Three Voices" (1608), (Ref. EM28)
- Stainer & Bell, "Henry Youll: In the Merry Month of May" (1608)
- "Henry Youll: While Joyful Springtime Lasteth" (Published by Hal Leonard,HL.08551265))
- "Three English Madrigals. Pity me my own sweet Jewel. Fly not so fast. Messalina's Monkey", Roberton Publications (1977), ASIN: B0000D37SB
- "Pipe, Shepherds, Pipe" (Scott), ASIN: B0000D5FTH